# Ankara DSİ Spor Kulübü
O Ankara DSİ Era Gençlik ve Spor Kulübü, conhecido também apenas como Ankara DSI, é um clube de basquetebol baseado em Ancara, Turquia que atualmente disputa a TBL. Manda seus jogos no Ginásio Esportivo Mamak Belediyesi com capacidade para 4.250 espectadores.

## Histórico de Temporadas
| Temporada | Nível | Liga | Pos. | J     | PL  | Resultado         |
| --------- | ----- | ---- | ---- | ----- | --- | ----------------- |
| 2012-13   | 3     | TBL3 | 1    | 10-0  | 3-2 | Promovido         |
| 2013-14   | 2     | TBL2 | 2    | 24-10 | 1-2 | Quartas de finais |
| 2014-15   | 2     | TBL2 | 12   | 13-21 |     |                   |
| 2015-16   | 2     | TBL  | 12   | 14-20 |     |                   |
| 2016-17   | 2     | TBL  | 16   | 9-25  |     |                   |
| 2017-18   | 2     | TBL  |      |       |     |                   |

fonte:eurobasket.com